# Eumelanina
Eumelanina – biopolimer indolowy, jedna z form melaniny, barwnik ciemny, o odcieniu od brązowego do czarnego (drugą forma melaniny jest feomelanina, jasny barwnik o kolorze od żółtego do czerwonego). Ilość melaniny oraz zawartość w nich eumelaniny i feomelaniny decyduje o kolorze włosów, skóry i oczu. U ludzi eumelanina dominuje we włosach odmiany żółtej, czarnej oraz w ciemnych włosach odmiany białej, natomiast we włosach jasnych jest jej bardzo mało.
Substratem do biosyntezy eumelaniny jest L-tyrozyna, która w kilku reakcjach przekształcana jest w 5,6-dihydroksyindol (DHI) i kwas 5,6-dihydroksyindolo-2-karboksylowy (DHICA). Związki te polimeryzują tworząc docelowy pigment.

Struktura DHI i DHICA – monomerów, z których powstaje eumelanina
DHI
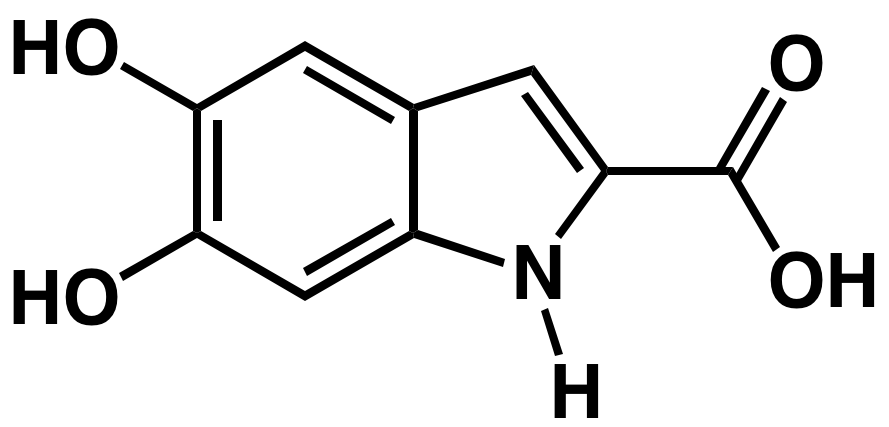
DHICA

Eumelanina jest polimerem przewodzącym wykazującym fotoprzewodnictwo. Ponadto stwierdzono dla niej zjawisko przełączania progowego (skokowa zmiana przewodnictwa w określonym polu elektrycznym) i pamięciowego (pozostawanie w określonym stanie przewodnictwa po usunięciu pola). Właściwości elektryczne eumelaniny są słabo poznane.